# Уорспайт (линеен кораб, 1913)
Уорспайт (на английски: HMS Warspite) е британски линеен кораб – супердредноут. Кораб от типа „Куин Елизабет“. Става един от най-известните и заслужили британски линкори преминали през двете световни войни. На корабите от тази серия ВМС на Великобритания за първи път използват парни котли с нефтено отопление и 15-дюймови (381-мм) оръдия.

## Първа световна война
Влиза в строй през 1916 г. Участва в Ютландското морско сражение, в което е тежко повреден, след 13 попадения на 280-мм снаряда. Между 1934 и 1937 г. преминава пълна модернизация. В резултат на нея кораба получава съвременна силова установка (с трибарабанни парни котли), нова рубка, допълнителни 1100 тона броня, подобрени оръдия, към средствата за ПВО са добавени 8 оръдия QF 4 inch Mk XVI, 32 оръдия Vickers QF 2 pounder Mark II и 16 картечници „Викерс“.

## Втора световна война
По време на Втората световна война кораба се използва почти по целия свят, особено значителни са неговите действия около бреговете на Норвегия и в Средиземноморието. Участва в втория морски бой при Нарвик, в боя при нос Матапан. През май 1941 г. при остров Крит линкора получава сериозни повреди от немските авиабомби, а по-късно, когато той прикрива десанта на съюзните войски при Салерно (Италия), е уцелен от немска радиоуправляема бомба.
В резултат на спешен ремонт кораба е частично възстановен, така че да може да оказва поддръжка с огъня си, и е изпратен за прикриване на десанта и придвижването на войските в Нормандия. На 13 юни 1944 г. в пролива Ла Манш при Харидж линкора се натъква на мина. Кораба е условно ремонтиран и са му добаввни още оръдия за поддръжка на настъплението по сушата. Последният си изстрел кораба прави на 1 ноември 1944 г. при остров Валхерен (Битката на Шелде), след което е отписан от флота.

## След войната
През пролетта на 1947 г., по време на своя последен преход към мястото за утилизация, по време на буря се къса буксирното въже и кораба засяда на плитчина около крайбрежието на Корнуол. В началото на 50-те години е утилизиран направо на мястото на своето крушение.
На кораба е поставен паметник около град Марацион близо до стената водеща към остров Планината на Свети Михаил. Табличка с названието на кораба украсява интериора на пъба „Уинк“ в селото Ламорна.